# Fran Ferjančič
Fran Ferjančič, slovenski rimskokatoliški duhovnik in skladatelj, * 1. december 1867, Goče, † 10. junij 1943, Ljubljana.

## Življenje in delo
Po končani gimnaziji v Gorici, kjer ga je petja učil skladatelj A. Hribar je v Ljubljani študiral bogoslovje, ter se glasbeno izobraževal pri A. Foersterju, in bil 1890 posvečen v duhovnika. Nato je kot kaplan služboval v Ilirski Bistrici, v Trnovem (Ljubljana) in pri sv. Jakobu v Ljubljani, potem kot suplent v ljubljanskem semenišču (do 1917), kot župnik v Mavčičah, 1919 pa je postal kanonik v Novem mestu.
Glasbe, praktične in teoretične, se je učil večinoma sam, mnogo je pridobil tudi po prijateljskem občevanju s Premrlom. Tradicionalnega korala se je šel učit k benediktincem v Sekovo, proizvajanje starih polifonih skladb je poslušal v Regensburgu.
Že kot bogoslovec je vodil pevski zbor bogoslovcev, kot duhovnik v Ljubljani moški pevski zbor katoliškega delavskega društva in od 1899–1917 (z malim presledkom) ženski zbor katoliškega društva za delavke. Že kot kaplan pri sv. Jakobu je prevzel pevski pouk v  semenišču (do 1917) ter istočasno poučeval na orglarski šoli liturgiko in cerkvenoglasbeno zgodovino, koralno ter nekaj časa tudi figuralno petje. Sodeloval je pri Cecilijinem društvu kot odbornik, bil član cerkvenoglasbene komisije za ljubljansko škofijo in 1917 postal knezoškofov duhovni svetnik.
Ferjančič je napisal naslednje skladbe: Moški zbori (Lj., 1906); Mešani in ženski zbori (Lj., 1909); 7 venčkov slovenskih narodnih pesmi (1909); Litanije Srca Jezusevega (1913); Lavretanske in sv. Jožefa litanije (1915). Več skladb je še v nekaterih drugih zbirkah: v Slavi presvetlega Evharistiji - 3 skladbe, v Silvestrovih Kupletih (kuplet = lahkotna pesmica s posmehljivo ostjo) - 3 kupleti, v Foersterjevi Cantica sacra III. - 2 Tantum ergo, v Ljudski pesmarici - 1 skladba, v Aljaževi pesmarici - 1 zborovska pesem, v Premrlovi Pesmarici za mladino - 1 pesem, v brošuri ob vseslovenskim mladeniškim shodom na Brezjah skladba Mati na Brezjah. Zložil je tudi več pevskih vlog k raznim igram. 
Ferjančič je tudi avtor pesmi Pozdrav, katere refren »Oj slavljenec današnji, pozdravljen tisočkrat!« ob praznovanju rojstnih dni v nekaterih slovenskih regijah nadomešča tujo, globalno najbolj uveljavljeno pesem Vsenajboljše za te.